# Heroes of Might and Magic
Heroes of Might and Magic è una serie di videogiochi creata dalla New World Computing. Essendo parte del franchise di Might and Magic, la serie ha cambiato proprietà quando la New World Computing fu acquisita dalla The 3DO Company e di nuovo quando la 3DO ha chiuso i battenti e venduto i relativi diritti alla Ubisoft.

## Storia
La serie iniziò nel 1995 con la realizzazione del primo capitolo e quello in commercio dal 2015 è il settimo capitolo. La serie è indirizzata principalmente a piattaforme DOS e Windows, sebbene alcuni capitoli siano pensati anche per altre piattaforme (HOMM III è stato anche portato su Linux, mentre i remake dei primi capitoli hanno avuto una trasposizione su Game Boy e su PlayStation 2).
Le musiche sono di Paul Anthony Romero, Rob King e Steve Baca.

## Modalità di gioco
Il gioco (basato su ambientazioni fantasy) è caratterizzato da battaglie a turni, nei quali i giocatori controllano eserciti di creature mitologiche. La serie si caratterizza per alcuni elementi chiave:
- Turni: ogni turno corrisponde ad un giorno della settimana in cui l'eroe può muoversi nella mappa e le miniere e le città generano una quantità di denaro e risorse. Dopo sette turni passa una settimana, in cui vengono rigenerate le creature nelle città e sulla mappa e possono quindi essere reclutate di nuovo (tranne in Heroes IV dove questo meccanismo è quotidiano). A volte alcune settimane portano dei bonus o malus particolari.
- Mappa: ogni eroe, dotato del suo relativo esercito, può muoversi nella mappa secondo alcuni punti movimento ogni turno. Vi sono differenti tipi di terreno, ognuno con le sue caratteristiche e location. Nella mappa sono presenti alcuni luoghi da vistare che danno dei bonus all'eroe, oppure gli permettono di reclutare unità. Ci sono delle miniere da conquistare per avere le risorse, spesso protette da creature da sconfiggere, le creature inoltre possono celare tesori e manufatti. Ci si può muovere anche sull'acqua, con l'ausilio delle navi.
- Eroe: ogni eroe ha una sua classe particolare e, in tipico stile RPG, può conquistare esperienza in battaglia (o in altri modi), per aumentare di livello, così da guadagnare nuove abilità a scelta per potenziare la sua forza, o la sua capacità magica, o altro ancora. Ciascuno porta un esercito di 5 o 7 unità, in quantità diverse, può equipaggiare manufatti che forniscono bonus particolari, e, a partire da Heroes III, anche le macchine da guerra che usa in battaglia (tenda del pronto soccorso, carro delle munizioni e balista). In battaglia l'eroe è esterno e non partecipa al combattimento (tranne in Heroes IV), può tuttavia influire, una volta per turno, con i suoi bonus e lanciando incantesimi che dipendono dalle sue capacità e dai suoi punti magici. Anche quando è sulla mappa può usare degli incantesimi particolari, come il volo, che gli permettono di evitare gli ostacoli.
- Unità: la forza dell'esercito è determinante per la vittoria. Nel gioco le unità sono rappresentate singolarmente, con un numero allegato che ne indica la quantità. Ci sono vari livelli di forza delle creature, quelle più forti sono costose e più rare. Ogni settimana si rigenerano. Ogni unità ha i suoi punti ferita, muore quando vengono uccise tutte, a volte si possono guarire o resuscitare. Le unità sulla mappa, se l'eroe ha un'armata forte, possono anche decidere di scappare oppure unirsi a lui, gratis o dietro compenso.
- Città: è il fulcro del regno, in cui si possono costruire degli edifici, uno per turno, che producono unità, risorse, bonus vari e difese per la città. Ogni fazione ha un diverso tipo di città, con alcuni edifici speciali. Le città vicino al mare possono costruire anche il cantiere navale per produrre le imbarcazioni, inoltre ogni città può costruire un edificio particolare per custodire il Graal (o la lacrima di Ashia) che fornisce enormi vantaggi. Il giocatore che rimane senza città, ha sette turni di tempo per conquistarne una, altrimenti viene eliminato.
- Risorse: ci sono sei tipi di risorse: legna, carbone, mercurio, zolfo, cristalli e gemme. Le prime due vengono prodotte al ritmo di due al giorno, e servono sostanzialmente per costruire gli edifici. Le altre sono più rare, prodotte solamente una per giorno, e servono per alcuni edifici particolari (come la gilda della magia) e per pagare le unità più potenti. Ogni risorsa ha una sua relativa miniera da conquistare, si possono anche ottenere sulla mappa, con alcuni manufatti o con alcuni edifici particolari (il silos). In ogni città c'è il mercato che permette di convertire tra loro le risorse. L'elemento più importante però è l'oro, con cui si paga la maggior parte delle unità, edifici e eroi. Ogni città produce un certo quantitativo d'oro, in base al suo livello di sviluppo, si può conquistare l'oro anche sulla mappa con i forzieri o miniere.
- Battaglia: quando si attacca, o si viene attaccati, si passa alla schermata della battaglia. Le unità possono essere disposte sul campo di battaglia in formazioni a piacere, ognuna aspetta il suo turno per attaccare. Gli eserciti hanno dai 5 ai 7 posti (dipende dal gioco) per posizionare le unità, ognuna è presente in una quantità indicata da un numero, più questo è elevato, più l'esercito è grande. Ci possono essere dei bonus di terreno, fortuna o morale che modificano il combattimento, influisce anche la distanza per i tiri degli arcieri. Durante gli assedi alle città, i difensori sono protetti da mura e fossato (che a volte causa dei danni a chi lo attraversa) e da torri che attaccano il nemico. In questo caso, l'attaccante è dotato automaticamente di una catapulta con cui tenterà di far breccia nelle difese, distruggendo torri, mura o cancello; comunque le unità volanti o quelle dotate di teletrasporto possono scavalcarle facilmente. Il giocatore può fuggire (salvando solo il suo eroe, che potrà essere reclutato di nuovo) o arrendersi (salva anche il suo esercito, dopo aver pagato un riscatto proporzionale all'eroe nemico).

I primi quattro episodi sono in due dimensioni mentre il quinto e il sesto sono tridimensionali.
Sin dal primo capitolo, l'intera colonna sonora è stata composta da Paul Romero.

## Giochi
- King's Bounty (1990), un gioco precedente della New World Computing, che ha abbondantemente anticipato la struttura di Heroes ed è incluso in molte antologie di Heroes. È stato successivamente rielaborato e riadattato per PlayStation 2, assumendo il titolo di Heroes of Might and Magic: Quest for the Dragon Bone Staff.
- Heroes of Might and Magic: A Strategic Quest (1995)
- Heroes of Might and Magic II: The Succession Wars (1996)
  - Espansione: The Price of Loyalty (1997)
- Heroes of Might and Magic III: The Restoration of Erathia (1999)
  - Espansione: Armageddon's Blade (1999)
  - Espansione: The Shadow of Death (2000)
- Heroes of Might and Magic IV (2002)
  - Espansione: The Gathering Storm (2002)
  - Espansione: Winds of War (2003)
- Heroes of Might and Magic V (2006)
  - Espansione: Hammers of Fate (2006)
  - Espansione: Tribes of the East (2007)
- Heroes of Might and Magic VI (2011)
- Might and Magic: Heroes Online (2013)
- Heroes of Might and Magic VII (2015)

### Spin-off
- Heroes of Might and Magic (Game Boy Color, 2000)
- Heroes Chronicles (2000)
- Heroes of Might and Magic: Quest for the Dragon Bone Staff (PlayStation 2, 2001)
- Dark Messiah of Might and Magic (PC e XBox 360 2, 2006)
- Heroes of Might and Magic Kingdoms (2008)

### Antologie
- Heroes of Might and Magic Compendium (1997), include King's Bounty ed i primi due Heroes con le relative espansioni
- Heroes of Might and Magic Millennium Edition (1999), include King's Bounty ed i primi tre Heroes, ma non le espansioni di Heroes III
- Heroes of Might and Magic Platinum Edition (2002), include i primi tre Heroes e le relative espansioni
- Heroes of Might and Magic Complete Edition (2008), include i primi cinque Heroes e le relative espansioni